# Luke Skywalker
Luke Skywalker (Polis Massa, 19 ABY-Ahch-To, 34 DBY) es un personaje ficticio y el protagonista de la trilogía original de la saga de ciencia ficción Star Wars. Interpretado por Mark Hamill, Luke apareció por primera vez en Star Wars (1977), y regresó en El imperio contraataca (1980) y El Retorno del Jedi (1983). Más de tres décadas después, Hamill regresó como Luke en la trilogía secuela de Star Wars, haciendo un cameo en The Force Awakens (2015) antes de desempeñar un papel importante en The Last Jedi (2017) y El ascenso de Skywalker (2019). Más tarde interpretó una versión digitalmente rejuvenecida del personaje en la serie de Disney+ The Mandalorian, que aparece en el final de la segunda temporada, que se estrenó en 2020, y The Book of Boba Fett, en el sexto episodio, lanzado en 2022. 
Procedente de la colonia de asteroides de Polis Massa, es el único hijo varón de Anakin Skywalker y la senadora Padmé Amidala (antigua reina del planeta Naboo). Tiene una hermana melliza llamada Leia Organa, de la cual fue separado al nacer con el objetivo de ocultarlo y protegerlo del emperador Palpatine (Darth Sidious) y del Imperio Galáctico. Su cuñado y compañero de batallas se llama Han Solo, famoso contrabandista y miembro de la Alianza Rebelde. 
Tras el rodaje de los primeros 6 episodios de la saga de películas de Star Wars, la vida de Luke como de los demás personajes se basaban en una serie canónica de cómics lanzada por George Lucas, las cuales pasaron a formar parte del Universo expandido de Star Wars, hoy conocido como "Legends" y excluido del Canon por Disney.
Luke Skywalker fue colocado en el puesto no°. 54 en la lista de los  “100 mejores personajes cinematográficos de todos los tiempos” de la revista Empire.
Originalmente, George Lucas iba a nombrar al personaje Luke Starkiller mientras escribía el libreto de la película Star Wars: Episodio IV - Una nueva esperanza, sin embargo, al final no le gustó el apellido porque según dice él sonaba agresivo y no era adecuado. Así que al final, durante la producción, Lucas cambió el apellido de Luke a «Skywalker».

## Concepto y creación
El creador de la serie, George Lucas, consideró varias caracterizaciones para el protagonista de la película original de Star Wars. Esto incluía a un héroe de guerra canoso de 60 años, un maestro Jedi, un enano y una mujer. En una entrevista sobre sus primeros borradores, Lucas dijo:
La primera [versión] hablaba de una princesa y un viejo general. La segunda versión involucraba a un padre, su hijo y su hija; la hija era la heroína de la película. Ahora la hija se ha convertido en Luke, el personaje de Mark Hamill. También estuvo la historia de dos hermanos donde transformé a uno de ellos en hermana. El hermano mayor fue encarcelado y la hermana menor tuvo que rescatarlo y llevárselo de regreso con su padre. 
Aunque el apellido de Luke era "Skywalker" en el tratamiento que Lucas hizo de Star Wars en 1973, se cambió a "Starkiller" en borradores posteriores, en un momento apareciendo en el título (La Guerra de las Galaxias: De las aventuras de Luke Starkiller). El apellido "Starkiller" se mantuvo durante los primeros meses de producción;Hamill usó el nombre "Luke Starkiller" la única vez que se refirió a sí mismo durante el rodaje, en una escena durante la cual un casco de soldado de asalto oscurece su boca;esto fue apodado "Skywalker" en la película. "Starkiller" fue descartada debido a lo que Lucas llamó "connotaciones desagradables" con Charles Manson.
Hamill resultó herido en un accidente automovilístico en enero de 1977 (en el suyo estaba fotografiando camionetas para Star Wars), fracturándose la nariz y el pómulo. Lucas justificó el ligero cambio en la imagen de Hamill que esto impondría en la secuela, El imperio contraataca (1980), afirmando que en el intervalo entre las dos películas, Luke había estado luchando por la Alianza Rebelde; Lucas consideró además utilizar un punto de la historia relacionado con el accidente cerca del comienzo de la secuela. (Además del trauma de Luke mientras luchaba en Hoth, el guion especificaba que un monstruo de nieve lo golpearía en la cara). Algunos meses después del desarrollo de El Imperio Contraataca, Hamill le preguntó a Lucas si lo habría reformulado si hubiera muerto en el accidente; Lucas dijo que en su lugar habría introducido "un hermano o hermana perdido hace mucho tiempo, algo genético" para explicar su fuerza en la Fuerza. Lucas pensó durante la escritura de El Imperio Contraataca que Luke debería tener una hermana gemela que se desarrolle simultáneamente como Jedi, pero que esto se exploraría en un episodio diferente.El productor Gary Kurtz reveló más tarde que el esquema inicial de Lucas para una saga de nueve películas especificaba que esto tendría lugar en el Episodio VIII, siendo la hermana de Luke alguien distinta de Leia.
En un final alternativo propuesto por Lucas para la última película de la trilogía original de Star Wars, El regreso del Jedi (1983), Luke asumió el papel de su padre como Darth Vader después de la muerte de este último y con la intención de gobernar en su lugar. Aunque el coguionista Lawrence Kasdan estuvo a favor de la idea, Lucas finalmente la rechazó, ya que las películas estaban hechas para niños.Otra conclusión de la película presentó al personaje desapareciendo en el desierto de forma similar a "Clint Eastwood en los spaghetti westerns".
La historia de fondo del protagonista de la trilogía de la precuela y padre de Luke, Anakin Skywalker (más tarde Vader), es paralela al viaje de Luke en algunos aspectos. Ambos provienen del planeta desértico Tatooine. (Un mundo natal similar, Jakku, se utilizó más tarde para el protagonista de la trilogía secuela, Rey).Además, tanto Anakin como Luke cuestionan su entrenamiento, tienen vínculos emocionales tabú con los Jedi (aunque Luke no tiene novia) y son tentados por Palpatine y el lado oscuro, pero Luke sigue siendo bueno, lo que le permite a Anakin regresar finalmente como Jedi.(Instruida por Luke, Rey sigue estos pasos).

## Apariciones
Luke Skywalker es un personaje clave, una clase de redentor o elegido, conocedor intuitivo de la Fuerza, cuyo papel se acrecienta como poderoso maestro capaz de rehacer la Orden Jedi, y ser uno de los héroes de guerra más importantes de la República. Es considerado el último caballero Jedi y uno de los más poderosos de todos los tiempos. En la trilogía original de Star Wars, Luke representa el arquetipo del héroe "el joven llamado a la aventura, el héroe que sale a enfrentar pruebas y pruebas y regresa después de su victoria con una bendición para la comunidad".

### Saga Skywalker

#### Trilogía original

##### Una Nueva Esperanza (1977)
En una escena eliminada que precede a la primera aparición del personaje en la película (conservada en la dramatización radiofónica de la película), Luke se despide de su mejor amigo Biggs Darklighter, que acaba de unirse a la Academia Imperial.Sus amigos de la infancia lo llaman despectivamente "Wormie". 
En la película original de 1977 (que más tarde tuvo el título ampliado, Una nueva esperanza), Luke vive en una granja de humedad en el planeta desértico de Tatooine con su tío Owen y su tía Beru. Luke da sus primeros pasos hacia su destino cuando compra los droides C-3PO y R2-D2. Mientras examina a R2-D2, ve un mensaje de la princesa Leia Organa de Alderaan. Cuando R2-D2 desaparece, Luke sale a buscar al droide y es salvado de una banda de Tusken Raiders por Obi-Wan Kenobi, un viejo ermitaño. Luke y Obi-Wan se retiran a la casa de este último, y R2-D2 reproduce el mensaje completo de Leia para Obi-Wan, suplicándole que la ayude a derrotar al Imperio Galáctico. Obi-Wan dice que él y el padre de Luke alguna vez fueron Caballeros Jedi, y que su padre fue asesinado por un Jedi traidor llamado Darth Vader. Obi-Wan le presenta a Luke el sable de luz de su padre y se ofrece a llevarlo a Alderaan y entrenarlo en los caminos de la Fuerza, pero Luke rechaza su oferta, sintiéndose obligado con la granja de su familia.
Luke cambia de opinión cuando regresa a casa y descubre que los soldados de asalto imperiales asaltaron la granja de humedad y mataron a sus tíos. Él y Obi-Wan luego viajan a Mos Eisley, donde se encuentran con los contrabandistas Han Solo y Chewbacca en una cantina. Se unen y viajan en el Halcón Milenario a Alderaan, sólo para descubrir que ha sido destruido por la Estrella de la Muerte, la estación de batalla del Imperio. El Halcón es llevado al hangar de la Estrella de la Muerte a través de un rayo tractor, donde Luke y Han se disfrazan de soldados de asalto y se infiltran en la estación. Cuando descubren que la princesa Leia está allí, Luke convence a Han y Chewbacca, reacios, para que ayuden a rescatarla. Obi-Wan desactiva el rayo tractor y luego sacrifica su vida en un duelo con Vader, para que Luke y sus amigos puedan abordar el Halcón y escapar.
Durante la Batalla de Yavin, Luke se une a la Alianza Rebelde para atacar la Estrella de la Muerte. En la trinchera que conduce al puerto de escape de la Estrella de la Muerte, Luke escucha la voz de Obi-Wan, diciéndole que "confíe en sus sentimientos"; Sigue el consejo de Obi-Wan y apaga el sistema de guía de misiles de su X-wing, en lugar de usar la Fuerza para guiar los misiles y destruir la Estrella de la Muerte. En la escena final de la película, se une a Han y Chewbacca para recibir una medalla de honor por su heroísmo.

##### El Imperio Contraataca (1980)
Tres años después de la destrucción de la Estrella de la Muerte, Luke es ahora el comandante del Escuadrón Rogue de la Alianza Rebelde. Mientras estaba en una misión en el planeta helado Hoth, es capturado por un wampa, pero logra escapar usando su sable de luz. En el páramo helado, ve el espíritu de la Fuerza de Obi-Wan, quien le dice que viaje al planeta Dagobah y complete su entrenamiento con el Maestro Jedi Yoda. Luke colapsa pero luego es rescatado por Han. Cuando el Imperio descubre la base rebelde en Hoth, Luke lidera su escuadrón de deslizadores de nieve para luchar contra los AT-AT del enemigo, pero se ve obligado a retirarse cuando sus compañeros se ven abrumados. Escapando en su X-wing, viaja a Dagobah y conoce a Yoda. Se somete a un riguroso entrenamiento Jedi, lo que aumenta rápidamente su poder en la Fuerza.
Durante su entrenamiento, Luke tiene una visión de sus amigos en peligro. En contra del consejo de Obi-Wan y Yoda de quedarse y completar su entrenamiento, viaja a Bespin para salvarlos, cayendo sin saberlo en una trampa tendida por Vader. Se involucra en un duelo con sables de luz con Vader. Como advirtieron sus mentores, Luke demuestra no ser rival para Vader; el señor sith domina fácilmente a Luke y le corta la mano derecha. Luego, Vader revela que él es su padre y le ofrece la oportunidad de volverse al lado oscuro de la Fuerza y gobernar la galaxia a su lado. Luke decide que preferiría morir antes que convertirse en un agente del mal y se arroja al profundo abismo de un reactor. Sobrevive, pero lo arrastran a un vertedero de basura en la parte inferior de Cloud City y lo dejan colgando peligrosamente de una varilla de paleta. Leia, volando lejos de Cloud City en el Halcón Milenario, siente la llamada de Luke con la Fuerza y hace girar la nave para salvarlo. A bordo del barco, escucha a Vader diciéndole telepáticamente que su destino es unirse al lado oscuro. La mano cortada de Luke se reemplaza por una biomecánica.

##### El regreso del Jedi (1983)
Un año después, Luke es un Caballero Jedi y ha construido su propio sable de luz. Regresa a Tatooine con Leia, Chewbacca, los droides y Lando Calrissian para salvar a Han, congelado en carbonita, del señor del crimen Jabba el Hutt. Luke se ofrece a negociar con Jabba, quien rechaza su oferta y lo arroja a un pozo para luchar contra el rencor. Cuando Luke mata al rancor, él, Han y Chewbacca son sentenciados a muerte en el pozo sarlacc. Luke escapa con la ayuda de R2-D2, salva a sus amigos y destruye la barcaza de Jabba.
Luke regresa a Dagobah y se entera por un Yoda moribundo que Vader es de hecho su padre. Luego, Luke se entera por el espíritu de Obi-Wan de que tiene una hermana gemela, de quien inmediatamente se da cuenta de que es la princesa Leia. Ambos Maestros Jedi le dicen a Luke que debe enfrentarse a Vader nuevamente para terminar su entrenamiento y salvar la galaxia, pero le perturba la idea de matar a su propio padre.
Al llegar a Endor como parte de un escuadrón de comando rebelde, Luke se entrega a Vader en un intento de traer a su padre de regreso del lado oscuro de la Fuerza. Vader lleva a Luke a la segunda Estrella de la Muerte que orbita alrededor de Endor, donde su maestro, el Emperador Palpatine, intenta tentar a Luke al lado oscuro, revelando su plan para destruir la flota rebelde. Luke arremete contra el Emperador con su sable de luz, pero Vader bloquea su ataque, y padre e hijo vuelven a batirse en duelo. Luke recupera el control de sus emociones hasta que Vader siente que Luke tiene una hermana y amenaza con convertirla al lado oscuro si Luke no se somete. Luke rompe y domina a Vader, cortando la mano derecha mecánica de su padre. El Emperador le ordena a Luke que mate a Vader y ocupe su lugar. Luke mira su propia mano biónica y se da cuenta de que está a punto de sufrir el destino de su padre. Deja su sable de luz a un lado y se declara Jedi.
Furioso, el Emperador tortura a Luke con un rayo de Fuerza. En agonía, Luke pide ayuda a su padre; No dispuesto a dejar morir a su hijo, Vader arroja al Emperador por el eje de un reactor hasta su muerte, pero es herido de muerte por el rayo de la Fuerza del Emperador en el proceso. Mientras los combatientes rebeldes se dirigen hacia el reactor principal de la segunda Estrella de la Muerte, Luke le quita la máscara a Vader y mira el verdadero rostro de su padre por primera y última vez. El redimido Anakin Skywalker le asegura a Luke que, después de todo, había algo bueno en él y le dice a su hermana que tenía razón acerca de él, antes de morir en paz. En Endor, Luke quema el cuerpo de su padre en una pira funeraria, dándole un funeral Jedi adecuado. Durante las celebraciones de la victoria de los rebeldes en Endor, Luke ve aparecer el espíritu de su padre junto con los de Obi-Wan y Yoda.

#### Trilogía de precuelas

##### La Venganza de los Sith (2005)
En la película precuela La venganza de los Sith (2005), durante los últimos días de las Guerras Clon entre la República Galáctica y los Separatistas, la senadora Padmé Amidala, esposa del Caballero Jedi Anakin Skywalker, queda embarazada de Luke y Leia. Anakin tiene una visión profética de Padmé muriendo al dar a luz y permite que el canciller Palpatine (en secreto el lord Sith Darth Sidious) lo corrompa y lo lleve al lado oscuro como Darth Vader.
Después de que Vader usa el lado oscuro para estrangularla, Padmé es llevada a Polis Massa, donde da a luz a Luke y Leia y muere, habiendo perdido las ganas de vivir tras la traición de Vader. Obi-Wan y Yoda acuerdan separar a los gemelos para poder protegerlos de los Sith y del recién creado Imperio Galáctico. Obi-Wan lleva a Luke al planeta desértico Tatooine, donde es adoptado por el hermanastro de Vader, Owen Lars, y su esposa, Beru, mientras que Leia es adoptada por el senador Bail Organa de Alderaan. El niño Luke es interpretado por Aidan Barton, el hijo de Roger Barton, editor de la película.

#### Trilogía de secuelas

##### El despertar de la Fuerza (2015)
En la primera entrega de la trilogía secuela, El despertar de la fuerza (2015), el texto inicial revela que Luke Skywalker había desaparecido misteriosamente en algún momento de los 30 años posteriores a la destrucción de la segunda Estrella de la Muerte. Luke pasó a la clandestinidad después de que su sobrino y aprendiz, Ben Solo, se pasó al lado oscuro y se convirtió en Kylo Ren, un señor de la guerra de la tiránica Primera Orden y su líder, Snoke. Cuando Ren mató a todos sus compañeros aprendices y marcó el comienzo de la caída de la Nueva República, Luke se sintió responsable y desapareció. Al final de la película, la Resistencia, liderados por Leia, logran reconstruir un mapa, que rastrea la ubicación del templo desde los archivos del Imperio hasta su ubicación, y posteriormente es encontrado en el planeta Ahch- To por la joven carroñera, Rey, quien le presenta el sable de luz anteriormente ejercido tanto por Luke como por su padre.
The Art of Star Wars: The Last Jedi señala que el exilio de Luke es un cambio de su decisión de ayudar a sus amigos en The Empire Strikes Back.

##### Los últimos Jedi (2017)
En The Last Jedi (2017), Luke tira el sable de luz después de que Rey se lo da. Luego se encierra en su casa y se niega a hablar con Rey. Sin embargo, cuando ve a Chewbacca sin Han y que Rey vino en el Halcón Milenario , le pregunta qué ha pasado con su familia. Rey le informa a Luke sobre la muerte de Solo a manos de Kylo Ren y que la Primera Orden se ha levantado para gobernar la galaxia. Rey le pide a Luke que la entrene en los caminos de la Fuerza. Inicialmente, Luke se muestra reacio a entrenar a Rey y le dice que es hora de que termine la Orden Jedi.
Sin embargo, después de un poco de persuasión por parte de R2-D2, Luke comienza a entrenar a Rey, pero tiene cada vez más miedo de su poder.

##### El ascenso de Skywalker (2019)
Luke aparece brevemente en The Rise of Skywalker, el noveno y último capítulo de la serie principal. Cuando Rey descubre su linaje como nieta del resucitado Emperador Palpatine, se exilia en Ahch-To, tal como lo había hecho Luke. Con la intención de aislarse, lanza el sable de luz de Luke hacia los restos en llamas del susurro TIE de Ren, en el que había viajado a su nuevo hogar. Luke aparece como un espíritu de la Fuerza y reprende a Rey por tratar el sable de luz con falta de respeto. Luke luego admite que se equivocó al no participar en la Resistencia y agradece a Rey por ayudarlo a redescubrirse a sí mismo. Luke convence a Rey de no verse a sí misma como una Palpatine, sino como la buena persona que Leia veía cuando la entrenaba, y de no darse por vencida en su batalla contra los Sith. Luke le presta a Rey su viejo T-65B X-wing Red Five y le dice a Rey que combine el sable de luz de su padre con el de Leia en su batalla en Exegol. También fortaleció a Rey cuando ella se acercó y escuchó las voces de los Jedi del pasado para ayudarla a destruir a Palpatine de una vez por todas.

### Series de televisión
Al final del episodio de Star Wars Rebels "Twin Suns", Obi-Wan Kenobi ve desde lejos la silueta de un joven Luke Skywalker.
Luke aparece en la microserie animada de Disney Star Wars Forces of Destiny (con Hamill retomando su papel). El episodio "The Path Ahead" detalla su entrenamiento con Yoda en Dagobah.También aparece en el episodio "Trampas y tribulaciones", que tiene lugar poco después de la Batalla de Endor y lo muestra a él y a Leia ayudando a los Ewoks a detener a un monstruo arrasador conocido como Gorax. 
Luke aparece en el "Capítulo 16: El Rescate", el final de la segunda temporada de The Mandalorian, después de que Grogu lo contactara a través de la Fuerza en un episodio anterior. Luke llega al crucero del Moff Gideon y destruye a todos los Dark Troopers, salvando a Grogu y su guardián, Din Djarin, así como a sus compañeros. Luego, Luke se lleva a Grogu con él para entrenarlo como Jedi, con el permiso de Djarin.
Luke aparece en el sexto episodio, "Capítulo 6: Del desierto viene un extraño", de la serie derivada El libro de Boba Fett. Mientras entrena a Grogu, lo ayuda a recordar algo de su pasado, incluido su hogar en el Templo Jedi en Coruscant y los eventos de la Gran Purga Jedi. Djarin viene a visitar a Grogu, pero decide no hacerlo después de hablar con Ahsoka Tano, no queriendo obstaculizar su entrenamiento; sin embargo, le da a Ahsoka un regalo para entregárselo a Grogu: una cota de malla beskar forjada por la Armera. Ahsoka le entrega la cota de malla a Luke, quien confiesa que no está seguro de si Grogu está completamente comprometido con el camino Jedi y que no sabe cómo manejar el asunto. Siguiendo el consejo de Ahsoka de escuchar sus instintos, Luke decide dejar que Grogu elija su propio destino pidiéndole que elija entre la cota de malla y el sable de luz de su antiguo maestro, Yoda.En el séptimo episodio, "Capítulo 7: En nombre del honor", se revela que Grogu eligió la cota de malla, lo que llevó a Luke a enviarlo de regreso a Djarin. Lo coloca en su caza estelar X-wing, que luego es llevado a Tatooine por R2-D2, donde Grogu y Djarin finalmente se reúnen.

### Literatura
Luke es el personaje principal de la novela Heredero de los Jedi y de la novela juvenil Las leyendas de Luke Skywalker (la última de las cuales fue adaptada como manga).También es un personaje principal del cómic Star Wars de 2015, que tiene lugar entre las películas de la trilogía original.

#### Heir to the Jedi
Star Wars: Heir to the Jedi fue anunciada como una de las primeras cuatro novelas canónicas que se lanzarán en 2014 y 2015. Ambientada entre Una nueva esperanza y El imperio contraataca, Heredero de los Jedi narra las aventuras de Luke mientras continúa luchando contra el Imperio con sus amigos rebeldes, se acerca a su compañero rebelde Nakari Kelen y comienza a desarrollar sus habilidades en la Fuerza. La novela está escrita desde la perspectiva en primera persona de Luke y es sólo la segunda novela de Star Wars que intenta este tipo de voz narrativa.

#### Shadow of the Sith
Star Wars: Shadow of the Sith es una novela ambientada entre El regreso del Jedi y El despertar de la fuerza. El libro sigue a Luke y Lando Calrissian en una misión para localizar a Exegol.

## En otros medios
En la franquicia Star Wars es uno de los personajes con más apariciones y protagonismo tanto en películas, videojuegos, libros, o cómics dentro del canon como en el Universo Expandido.
En distintos videojuegos, la voz en inglés del personaje de Luke Skywalker es dada por el actor Bob Bergen.
Luke Skywalker ha tenido numerosas participaciones en diversos programas y series de televisión dedicados y no dedicados a Star Wars en distintas partes del mundo.
En la serie de Nickelodeon, Los padrinos mágicos, en el episodio Abra-catástrofe, el personaje Timmy Turner representa a Luke Skywalker como una parodia luchando con Darth Vader, pero quien Darth Vader era Cosmo.

## Impacto cultural
Luke Skywalker sigue siendo un ícono cultural estadounidense. Los psicoterapeutas infantiles lo utilizan a menudo para ayudar a los niños a proyectar sus pensamientos y su estado de ánimo de una manera que sea comprensible tanto para el niño como para su terapeuta.Otra forma en que los terapeutas utilizan Star Wars en las sesiones es enseñar a sus pacientes que la Fuerza representa la autocomprensión que logran en la terapia. A los niños se les enseña que son Luke y que su terapeuta es Obi-Wan, en el sentido de que finalmente, como Luke ya no necesitaba a su mentor, algún día ya no necesitarán a su terapeuta.
Star Wars se ha relacionado con eventos culturales de su época, como la Guerra Fría y la política de la era Nixon. El corte de la mano de Luke y la presencia biónica de Darth Vader supuestamente, según space.com, simbolizan la unidad de los militares y los amputados.